# Emmanuel Choque
Emmanuel Louis Joseph Choque, né le 15 septembre 1806 à Douai (Nord) et décédé le 4 novembre 1873 dans la même ville est un homme politique français.

## Biographie
Docteur en droit en 1839, il est notaire à Douai. Conseiller général du Nord, il est député du Nord (Douai) de 1845 à 1846, siégeant dans l'opposition à la monarchie de Juillet. Il est de nouveau député de 1848 à 1863 et de 1869 à 1870. Il siège avec les partisans du général Cavaignac, puis soutient le Second Empire.
Il devient maire de Douai entre 1860 et 1863.
Emmanuel Choque est enterré au cimetière principal de Douai.

## Distinctions
- Chevalier de la Légion d'honneur par décret du 6 août 1860[4].